# Lubcza (Więcbork)
Lubcza ist ein Dorf in der im zentralen Norden von Polen gelegenen Wojwodschaft Kujawien-Pommern und gehört zu der im Powiat Sępoleński gelegenen Gmina Więcbork.  Lubcza liegt am Jezioro Koniczne. 
Die Ortschaft wurde 1534 gegründet. In den Jahren 1954–1959 war das Dorf Sitz der Gromada Lubcza, danach gehörte es zur Gromada Sypniewo. In den Jahren 1975–1998 war Lubcza Bestandteil der  Wojwodschaft Bydgoszcz. Bei der Volkszählung im März 2011 hatte das Dorf 392 Einwohner. und war damit die fünftgrößte Siedlung in der Gmina Więcbork.

## Belege
1. ↑  GUS: Ludność – struktura według ekonomicznych grup wieku. Stand zum 31.03.2011